# Cratere Eshmun
Eshmun è un cratere sulla superficie di Ganimede.